# Tibellus septempunctatus
Tibellus septempunctatus es una especie de araña cangrejo del género Tibellus, familia Philodromidae. Fue descrita científicamente por Millot en 1942.

## Distribución
Esta especie se encuentra en Guinea.